# Stazione di Higashi-Kurume
La stazione di Higashi-Kurume (東久留米駅?, Higashi-Kurume-eki) è una stazione ferroviaria situata nell'area metropolitana di Tokyo, e precisamente nella città di Higashikurume. Essa è servita dalla linea Seibu Ikebukuro delle Ferrovie Seibu, e dista 17,8 km di distanza dal capolinea di Ikebukuro. La stazione non ha alcuna relazione con la stazione di Kurume, che invece si trova nel Kyūshū.

## Linee
Ferrovie Seibu
● Linea Seibu Ikebukuro

## Struttura
La stazione possiede due marciapiedi laterali con due binari passanti in superficie. Il fabbricato viaggiatori è sopraelevato, e collegato alle banchine da ascensori, scale fisse e mobili.
| 1 | ● Linea Seibu Ikebukuro | per Tokorozawa, Hannō e Seibu Chichibu |
| 2 | per Nerima e: - Shin-Kiba via Linea Yūrakuchō - Ikebukuro e Shibuya via Linea Fukutoshin (prosecuzione per Yokohama via linea Tōkyū Tōyoko) | ● Linea Seibu Ikebukuro                |

## Stazioni adiacenti
| «                     | Servizio                                    | »                     |
| Linea Seibu Ikebukuro | Linea Seibu Ikebukuro                       | Linea Seibu Ikebukuro |
| --------------------- | ------------------------------------------- | --------------------- |
| Hibarigaoka           | Locale                                      | Kiyose                |
| Hibarigaoka           | Semiespresso                                | Kiyose                |
| Hibarigaoka           | Semiesp. pendolari                          | Kiyose                |
| Hibarigaoka           | Espr. pendolari                             | Kiyose                |
| Hibarigaoka           | Rapido                                      | Kiyose                |
| Transito              | Rapido Espresso (via linea Seibu Yurakucho) | Transito              |
| Transito              | Espresso                                    | Transito              |